# عمود (إنشاء)

عمود من الطراز الايوني

العمود عنصر إنشائي ينصب بشكل عامودي ووظيفته نقل الحمولات من ما فوق العمود إلى ما أسفله.وللعمود وظائف متعدد ونذكر منها
- عنصر داعم لمختلف العناصر الإنشائية.
- عنصر تجميلي.
- عنصر مقاوم لمختلف العوامل (الزلازل والرياح...)
- يقال للعمود في تراث المعمارية العربية الاسطوانة[1] وجمعها أساطين.

## التاريخ

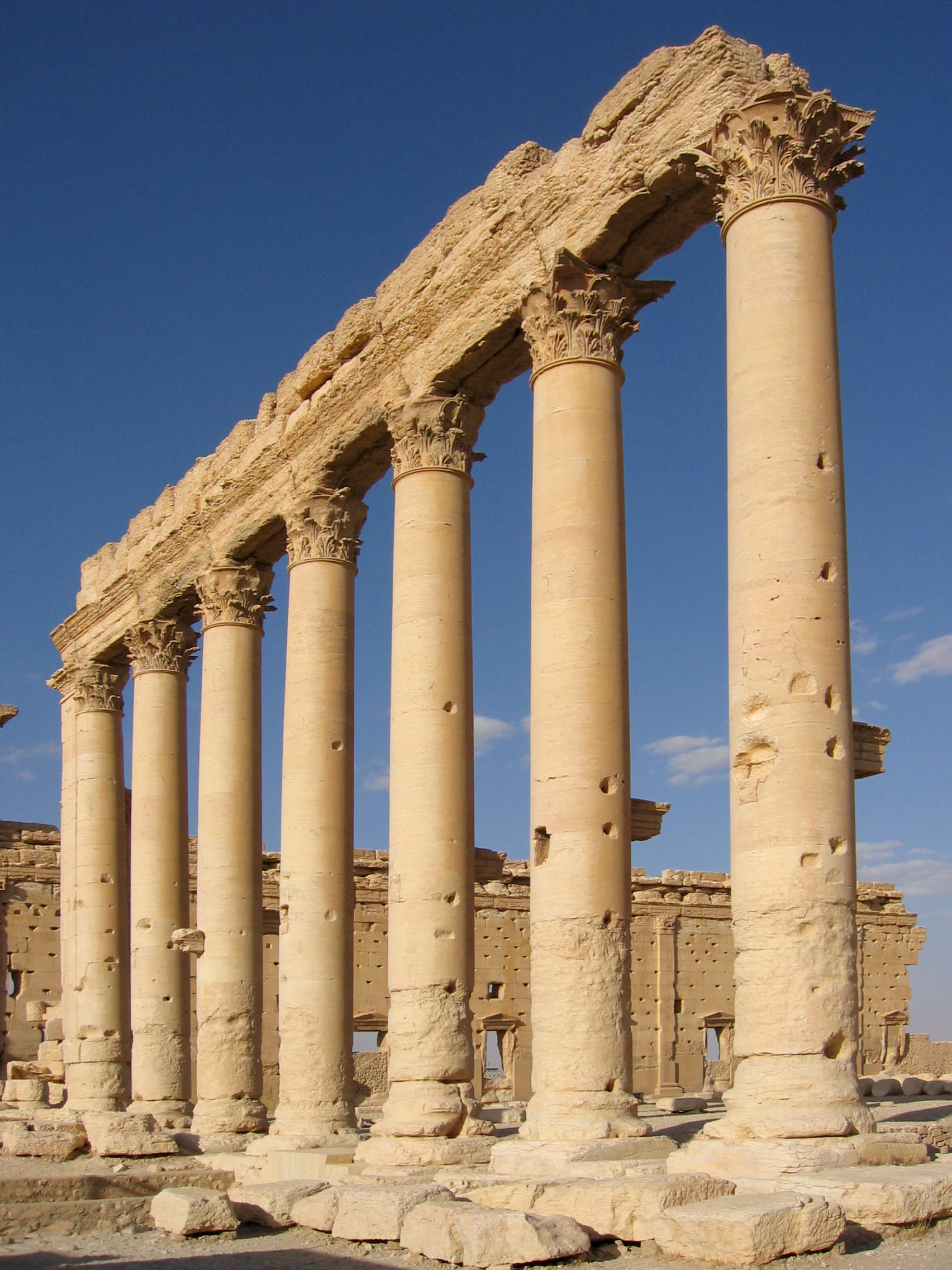
أعمدة معبد بعل في تدمر

يعتبر العمود من أقدم العناصر المستخدمة في عملية البناء، وتعددت أشكاله والمواد المكونة له باختلاف العصور والمناطق.
- يعد السومريون واليمنيون القدماء أول من استخدم الأعمدة في البناء، وكان العمود مكون من حزمه من اعواد القصب ولا يزال هذا النمط من الأعمدة مستخدم في هذا الزمن.
- اسخدم الطين في تكوين الأعمدة عند حضارت بلاد الرافدين,لكنه لم يدم.[2][3][4]
- الأعمدة الحجرية حيث اسخدمت الحجارة في تكون الاعمدة واخذت شهرة واسعة في ارجاء العالم.واشتهرت حضارات الشرق الأوسط بهذا النمط من الأعمد خصوصا عند المصريون القدماء والفرس وغيرهم.وتطورت الأعمدة الحجرية وازدهرت عند اليونان والرمان بشكل كبير وظهرت للأعمد عدة أنماط.

### في القرآن
ذُكرتْ لفظة عَمَد وما اشتُقَّ منها في 7 مواضع من القرآن، ومن ذلك في سورة الرعد {الله الذي رفع السماوات بغير عَمَدٍ ترونها} أي لا شبهة في كون السماء بغير عَمَد، والعَمَد : جمع عِماد، والعامد : ما تقام عليه القبة والبيت.

## أقسام العمود
يقسم العمود إلى ثلاثة عناصر :
- القدم أو القاعدة (الجزء السفلي)
- الجذع أو الساق (الجزء الأوسط)
- التاج أو الرأس (الجزء العلوي)

## أنماط العمود

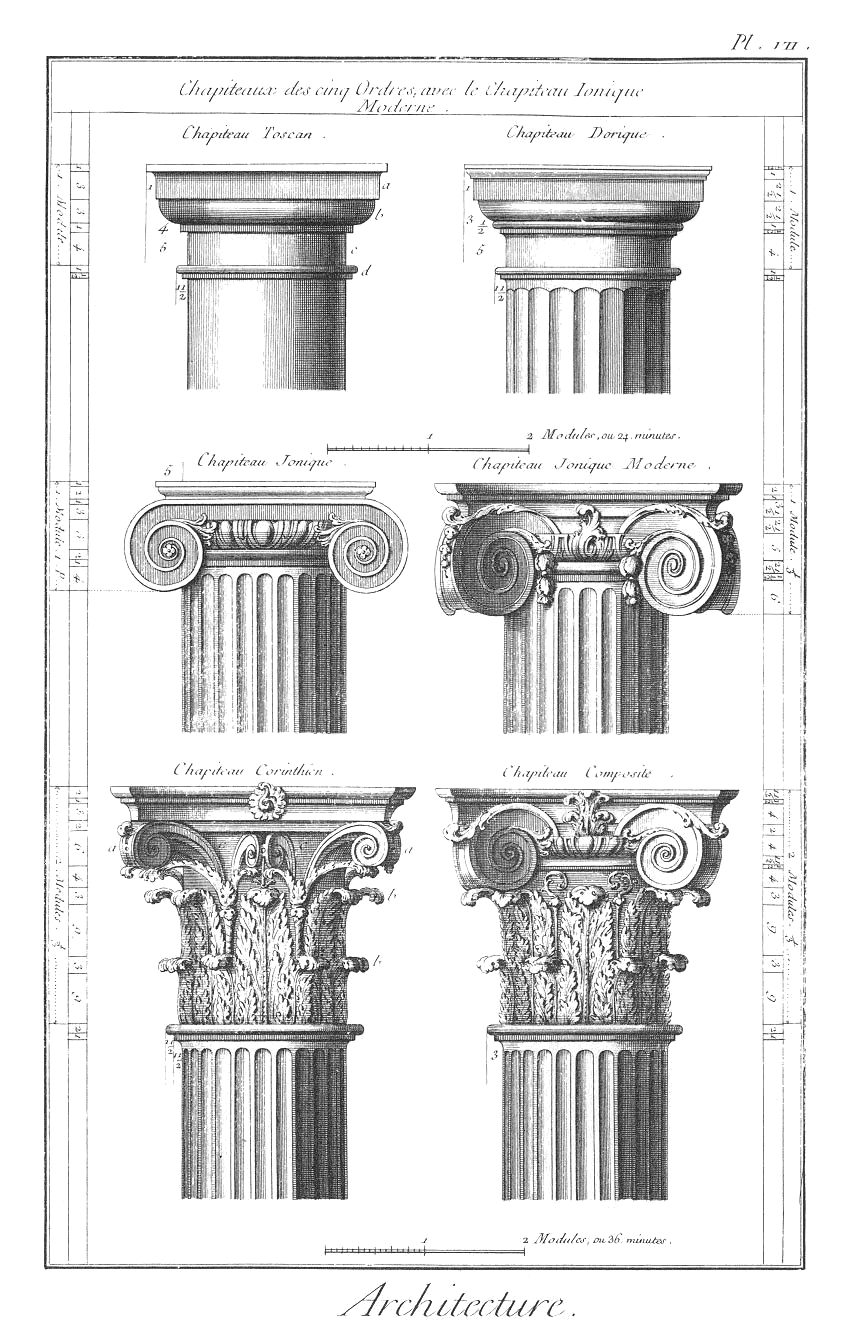
أنماط الأعمد ويظهر الطراز المركب في اسفل ويمين الصورة

- في العصر اليوناني ظهرت ثلاث أنماط للعمود وهي :

### الطراز الدوري(بالإنجليزية:Doric order)‏
وهو ابسط انماط الأعمدة، ومكون من اسطوانة غير متجانسة حيث أن مساحة الدائرة السفلية للاسطوانة أكبر من مساحة الدائرة العلوية.ويوجد هذا النمط في بعض المدن الإيطالية.

### الطراز الايوني(بالإنجليزية:Ionic order)‏
نسبة لمدينة لونيا (ازمير) وهذا الطراز يشبه كثيرا الطراز الدوري، لكنه يتميز بتاجه المزخرف.

### الطراز الكورنثي(بالإنجليزية:Corinthian order)‏
نسبة لمدينة كورنث في اليونان.وهو طراز أكثر تعقيداً من الدوري والايوني.حيث يبنى تاج العمود على شكل زخارف نباتية.ويوجد هذا النمط في الحضارة المصرية بكثرة.
- في العصر الروماني يمكن تمييز نمطين وهما:

### الطراز التوسكاني(بالإنجليزية:Tuscan order)‏
الطراز التوسكاني بسيط جدا ويشابه الطراز الدوري، حيث يكمن الفرق في قاعدة العمود.حيث أن القاعدة في الطراز التوسكاني اسطوانية.ولا توجد زخارف في هذا الطراز أخدية.

### الطراز المركب(بالإنجليزية:Composite order)‏
وسمي بالمركب لأنه مركب من الطراز الكورنثي والايوني.حيث أن شكل تاج العمود مكون من قسمين
- علوي مكون من زخارف العمود الايوني
- سفلي مكون من زخارف العمود الكورنثي

## أنواع العمود

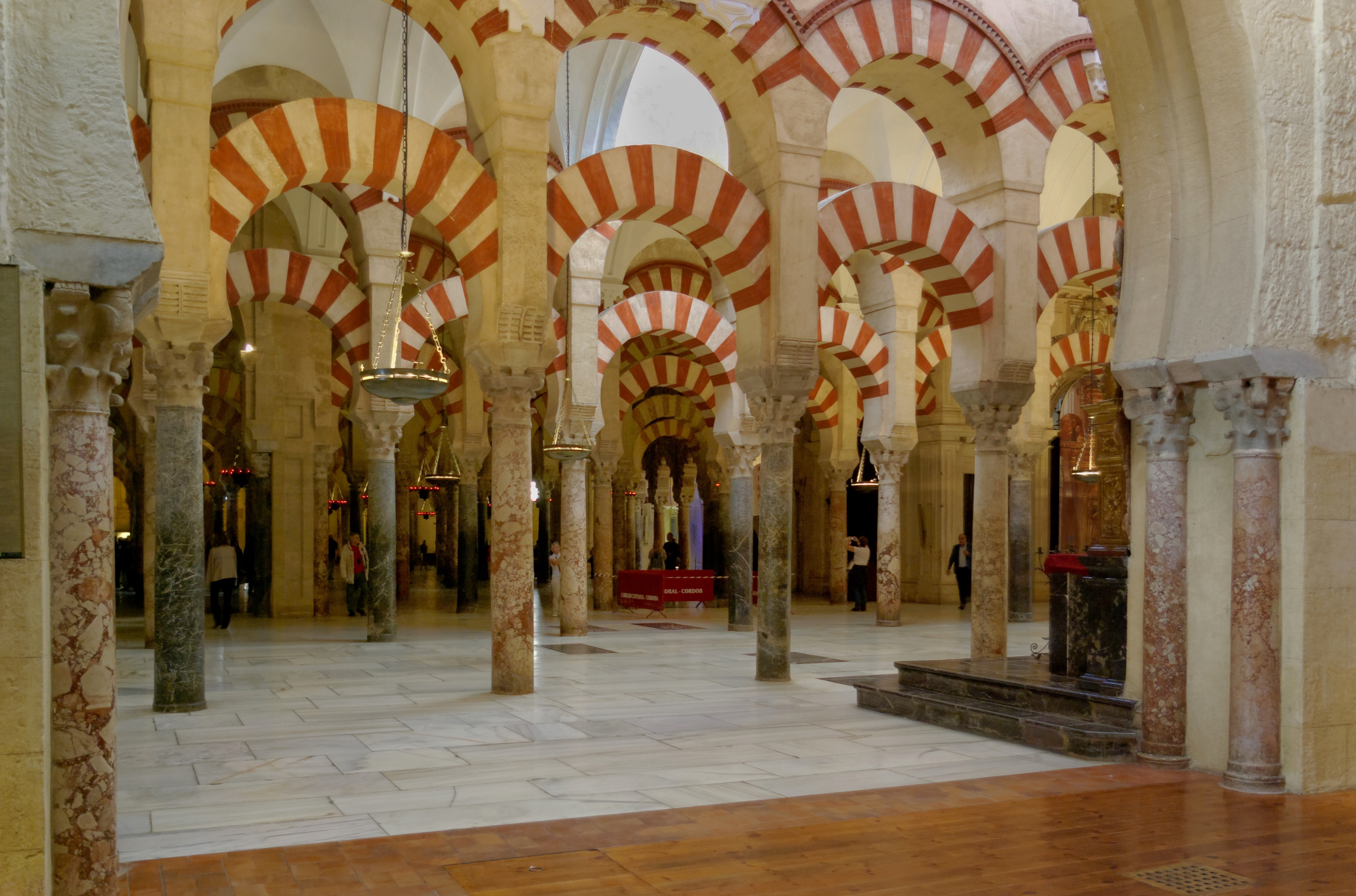
أعمدة جامع قرطبة

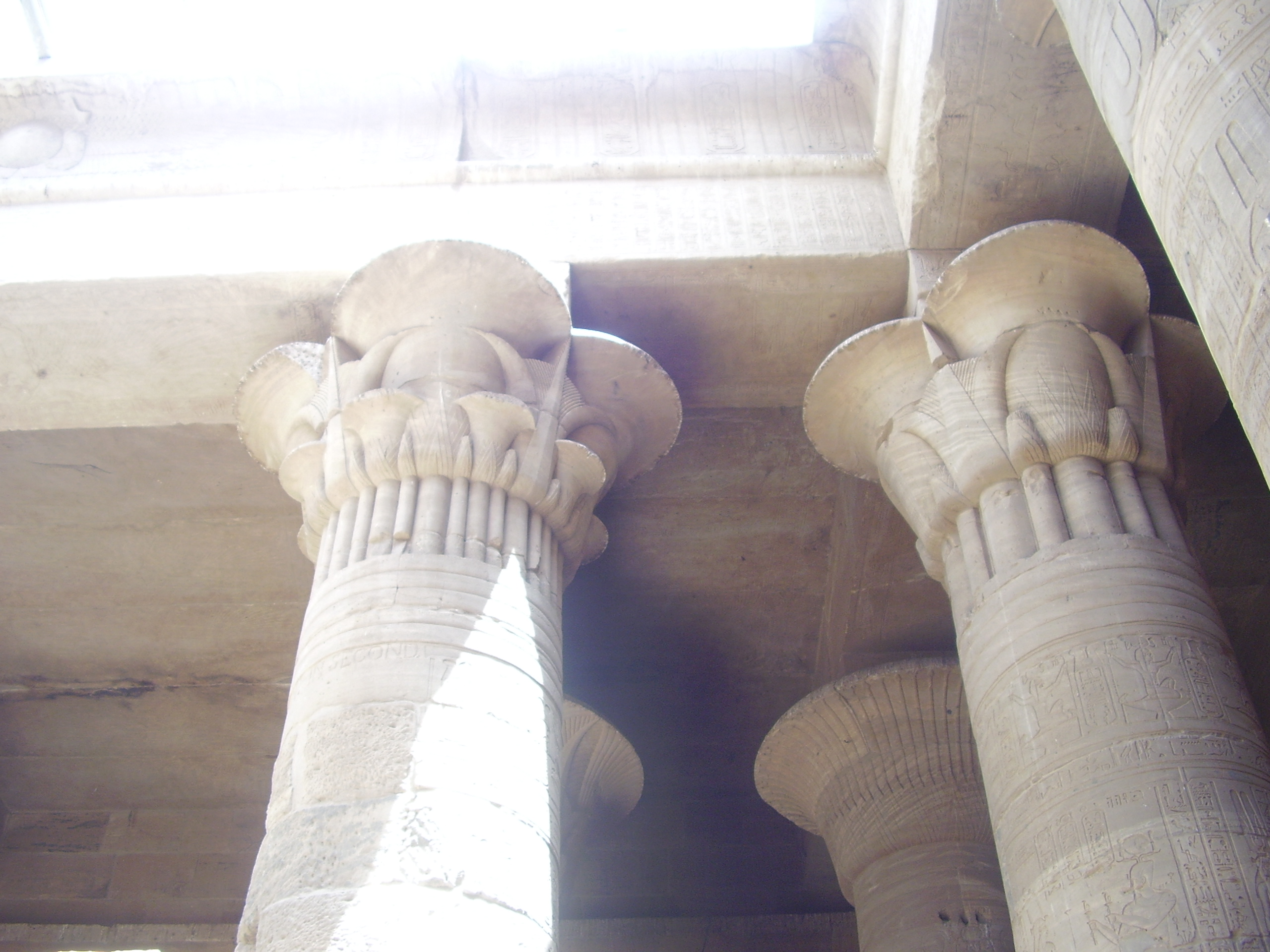
عمود من عصور قدماء المصريين

تختلف نوع العمود باختلاف المواد المكونة له.وهنالك الكثير من المواد المستخدمة لإنشاء الاعمدة نذكر منها
- الخشبي

ويتكون العمود من قطعة واحدة من الخشب أو حزمة مترابطة من الأخشاب وونجد هذا العمود مستعملاً في الخيام أو بعض الابنية الأثرية ويستخدم بكثرة كعنصر تجميلي.
- الحجري

ويتكون من قطعة واحدة من الحجر تنحت على اشكال مختلفة، ولايزال هذا النوع من الاعمدة مستخدما في عمليات الترمييم للأبنية التراثية ويستخدم أيضا كعنصر تجميلي.
- الخرساني

ويتكون من الخرسانة على أختلاف أنواعها.وهذا النوع يعد من أكثر الأنواع استعمالا في العصر الحالي وفي مختلف الابنية
- المعدني

وذالك عندما تدخل المعادن الصلبة في تكوين العمود كالحديد والالمنيوم والكربون وغيرها.وتتميز بمقاومة وكفاءة عالية وتستعمل هذه الأعمد بشكل كبير في الابنية الحديثة وخصوصا في ناطحات السحاب.
- المعدني المتحرك

حيث يتكون العمود من معادن ومعدات مكانيكية لتحريك العمود.

## العوامل المؤثرة في العمود
يخضع العمود إلى عدة عوامل مؤثرة عليها نذكرمنها:
- الأحمال ويقصد بها مجموع الأوزان الضاغطة على العمود.
- التوازن ويقصد بها استقرار العمود في وضعه دون انحناء
- الاستقرار ويقصد بها استقرار قاعدة العمود منعاً للهبوط.

في العصر القديم كانت هذه العوامل مؤثرة جداً في تصميم العمود، حيث وضعت معادلات وقياسات ثابتة للعمود لتلافي هذه العوامل ومن هذه النظريات.
- ارتفاع العمود يساوي (12) ضعف قطره.(أعمدة الجامع الأموي الكبير)
- تلاشت هذه النظريات في العصر الحديث نظرا لتطور المواد المكونة للاعمدة.

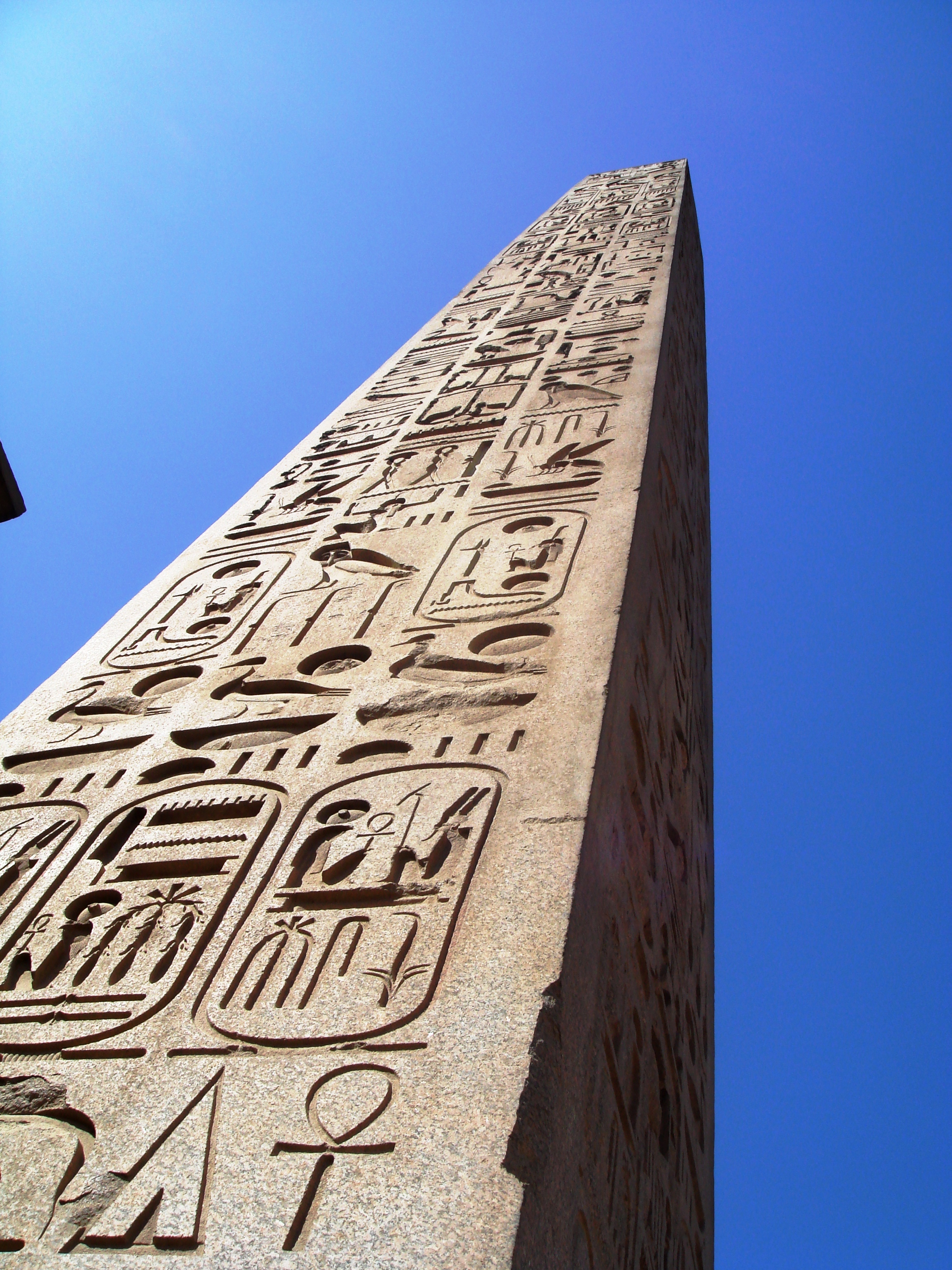
مسلة مصرية

## العمود التجميلي
هو نوع من الاعمدة تقتصر وظيفته في الناحية التجميلية والرمزية.
المسلة
نوع من الأعمد التجميلية الفريدة والمميزة.

## معرض صور

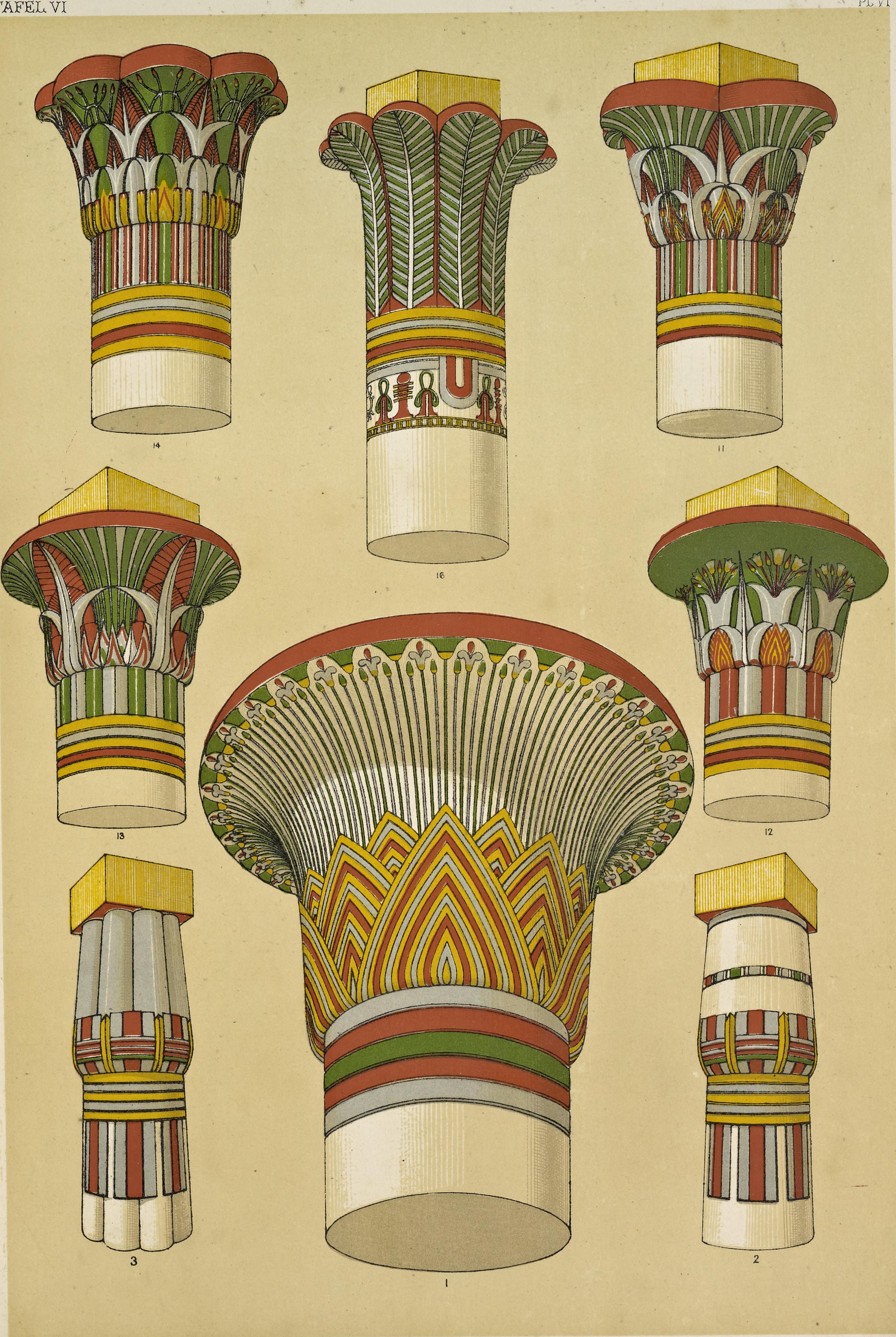
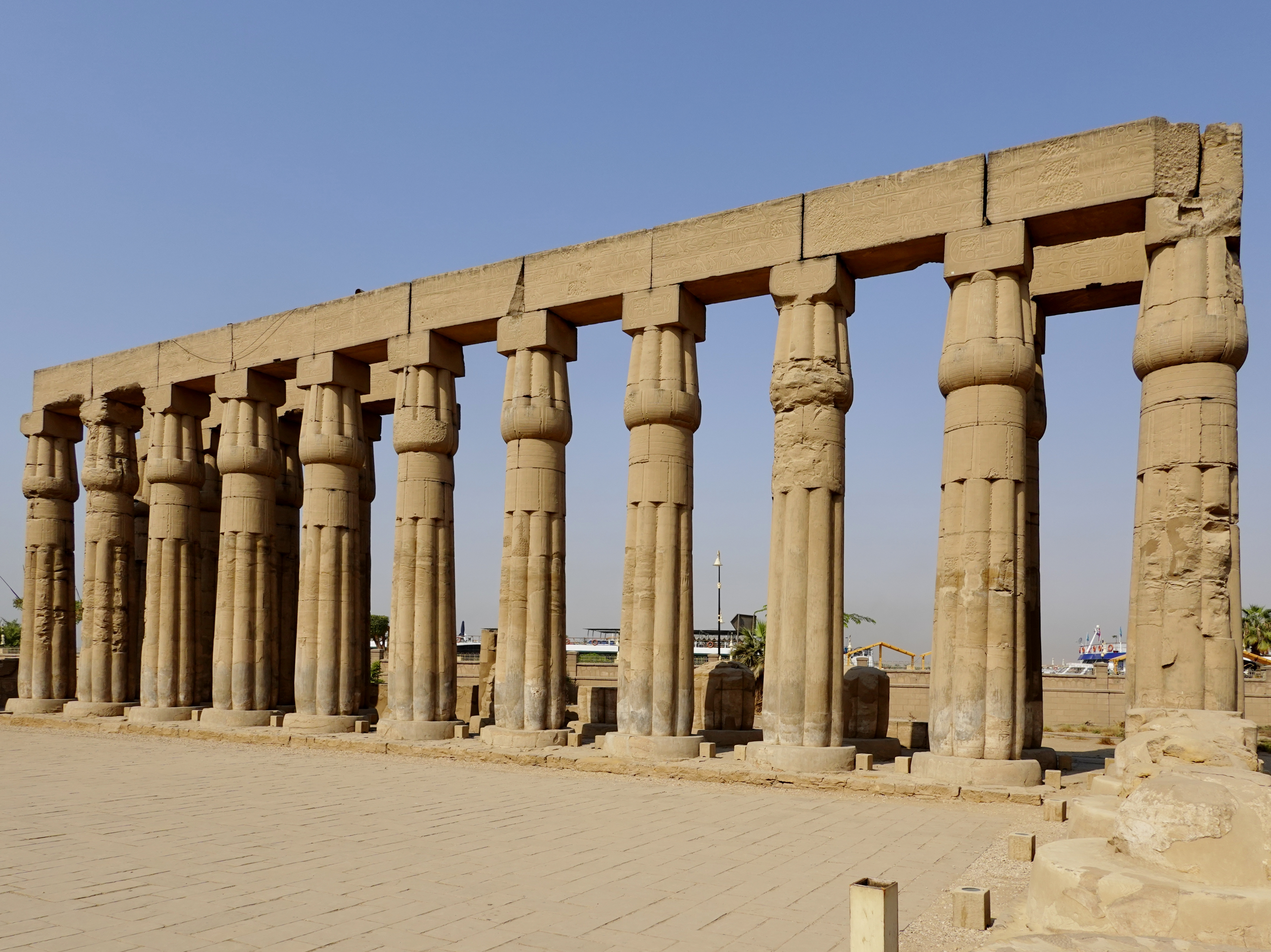
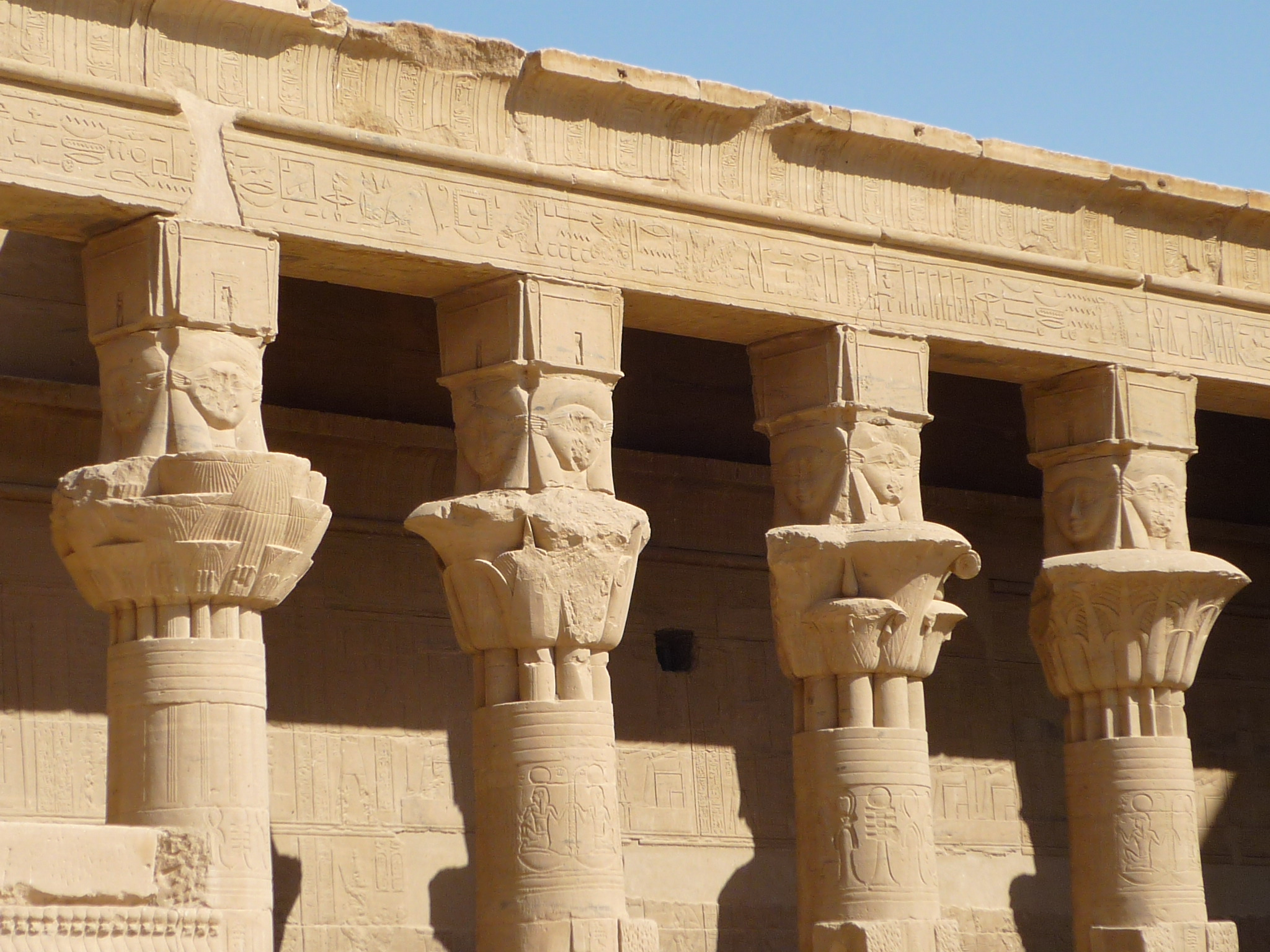
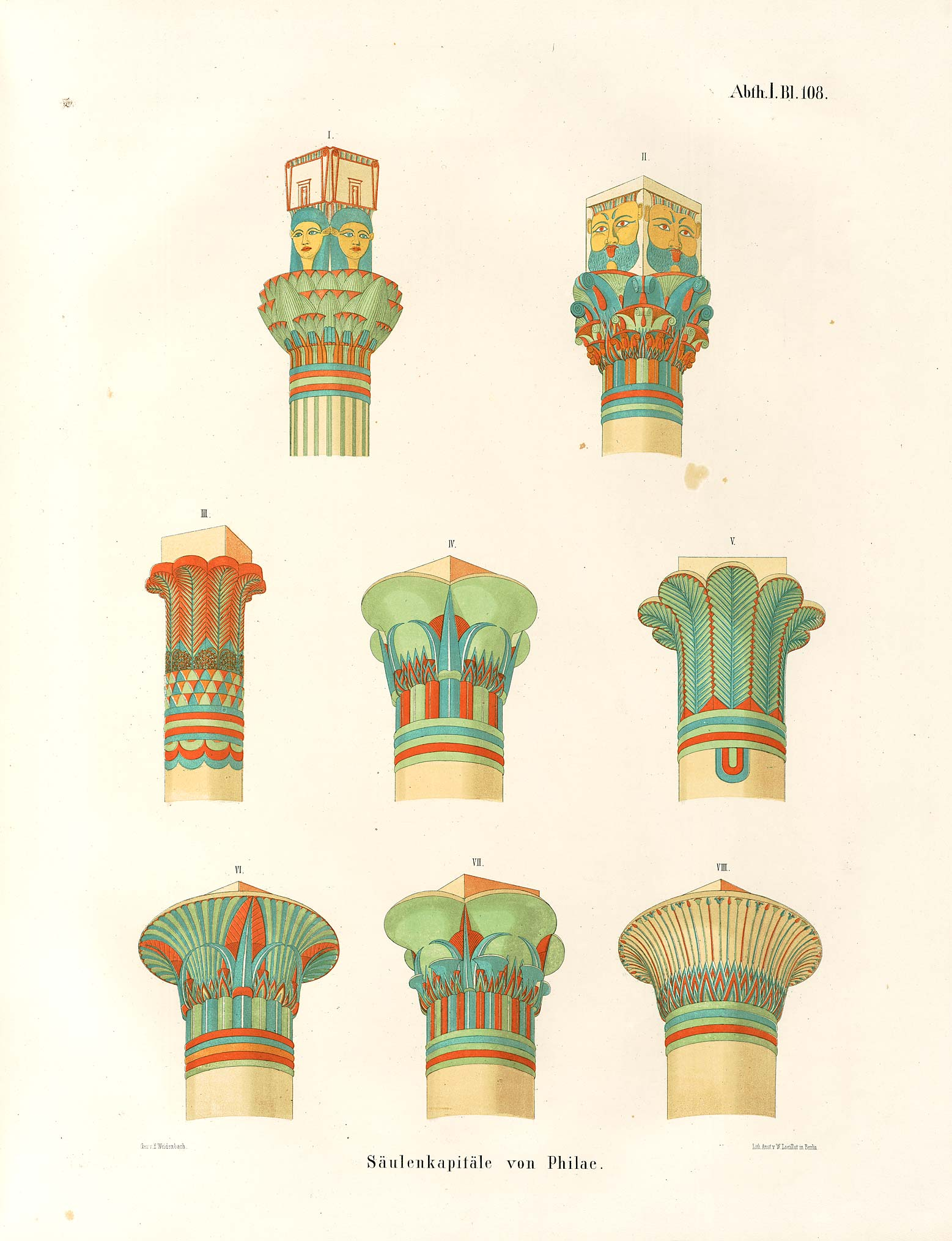